# Jacob Denys

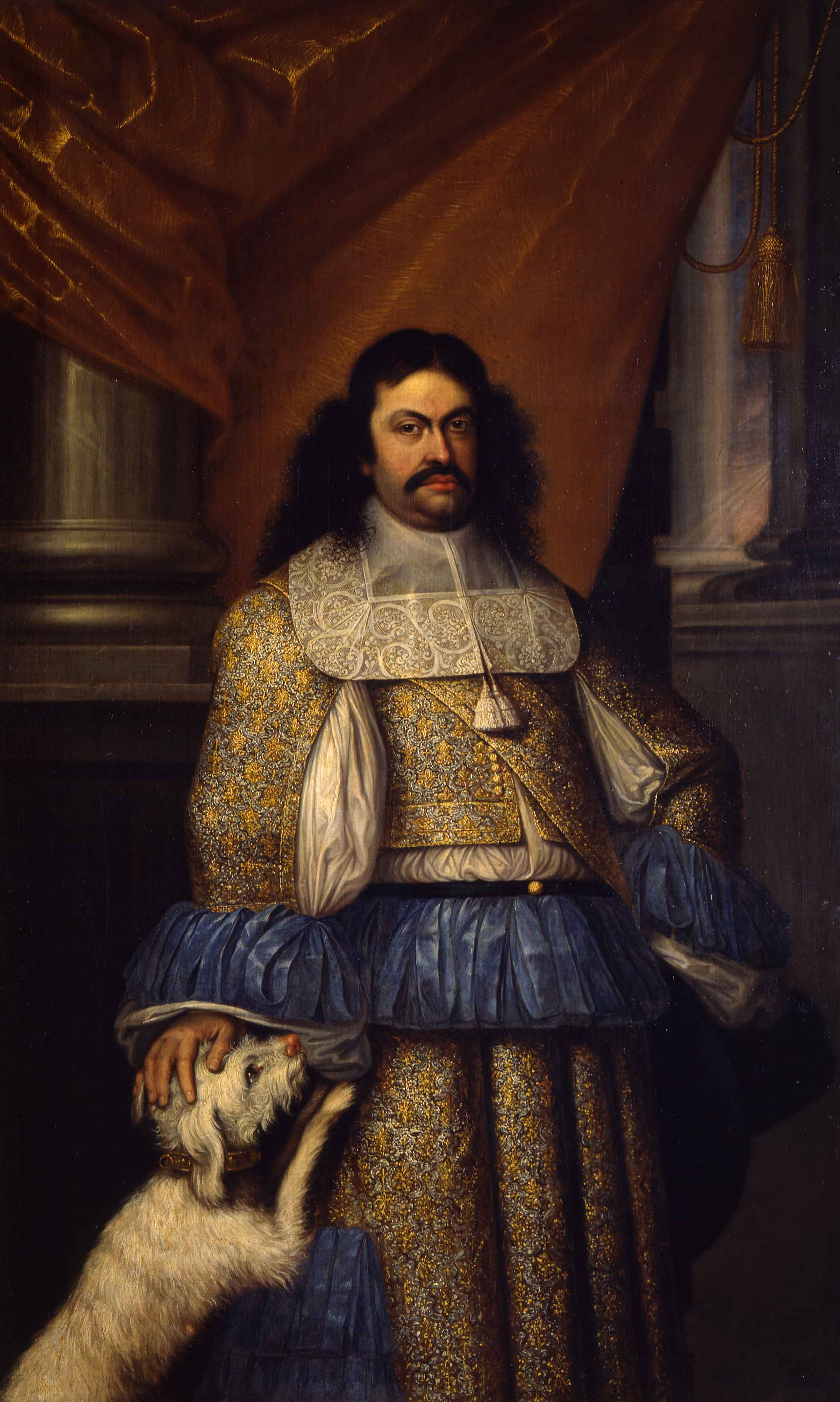
Ritratto di Ranuccio II

Giacomo Denys (Anversa, 1644 – Anversa, 1708) è stato un pittore fiammingo.

## Biografia
Denys è nato e morto ad Anversa. Secondo Houbraken si recò a Roma per studiare i maestri e trascorse tre anni a copiare le opere di Raffaello e di Giulio Romano. I suoi clienti erano il duca di Mantova Ferdinando Gonzaga e il duca di Toscana, Cosimo III de' Medici, che lo premiò con una catena d'oro. Decorò alcune stanze a Mantova con il padre, il pittore Frans Denys (1610-1670), ma alla morte del padre, avvenuta a Mantona nel 1670, tornò ad Anversa. 
Nel 1679 era di nuovo ad Anversa, dove divenne membro della Gilda di San Luca come "Winemaster". È rimasto in Anversa fino al 1693 e fu ancora a Roma nel 1702. Egli è conosciuto per i ritratti e paesaggi. Ha collaborato su una ghirlanda di fiori con Daniel Seghers (La Sacra Famiglia), il cui il centro tavola fu dipinto dalla sua mano.